# Amaurobius nathabhaii
Amaurobius nathabhaii là một loài nhện trong họ Amaurobiidae.
Loài này thuộc chi Amaurobius. Amaurobius nathabhaii được miêu tả năm 1975 bởi Patel & Patel.